# Fekete Nagy Antal
Fekete Nagy Antal (Szentes, 1900. május 8. – Budapest, 1969. július 16.) történész, levéltáros.

## Élete
1925-ben végzett Budapesti Tudományegyetemen, majd 1925–1926-ban a Bécsi Magyar Történeti Intézetben levéltári kutatásokkal foglalkozott. 1926–1928 között a MNM levéltári osztályán, 1928-tól pedig a Magyar Országos Levéltárban dolgozott, 1938-tól mint levéltárnok. Jobboldali magatartása miatt 1945 után elveszítette állását. 1956-tól 1966-os nyugdíjazásáig ismét a MOL levéltárosa volt, de nyugdíjasként is tovább dolgozott.
A magyar középkor kutatójaként, különösen egyes területek társadalmi viszonyainak, történetének elemzésével, egyháztörténettel, a nemesség tagozódásával és birtokjogaival foglalkozott. Élete utolsó évtizedeinek minden szabad idejét a Dózsa György-féle parasztfelkelés kutatása kötötte le. Amikor 1969-ben meghalt, hatalmas terjedelmű, de még mindig nem teljes Dózsa-okmánytár és egy torzóban maradt Parasztháború-történet maradt a hagyatékában. Ezt csak halála után több évvel, átdolgozott formában adták ki.

## Művei
- 1926 A magyar – dalmát kereskedelem. Budapest.
- 1929 A báró Malonyay család levéltára. Levéltári Közlemények 7, 45–54.
- 1930 A Petróczy család levéltára. Levéltári Közlemények 8, 54–64.
- 1930-1 A Petróczy levéltár középkori oklevelei 1–2. Levéltári Közlemények 8, 190–264.; 9, 38–111.
- 1933 A báró Rudnyánszky család levéltára. Levéltári Közlemények 11, 16–57.
- 1934 A Szepesség területi és társadalmi kialakulása. Budapest.
- 1936 A levéltárak kialakulása. Levéltári Közlemények 14, 23–36.
- 1937 Név-és tárgymutató a Turul 1893-1936. évfolyamaihoz. Budapest.
- 1941 Magyarország történelmi földrajza a Hunyadiak korában IV. Trencsén vármegye. Budapest.
- 1941 Documenta historiam Valachorum in Hungaria illustrantia (1400-ig). Budapest. (társszerzőkkel)
- 1941 A románság megtelepülése a középkorban. Budapest.
- 1941 II. Rákóczi Ferenc fejedelem levéltára. Levéltári Közlemények 18–19, 441–455.
- 1959 Az Orczy család levéltára - repertórium. Levéltári leltárak 9. Budapest.
- 1961 Zákonyi Mihály (1887–1960). Nekrológ. Levéltári Közlemények 32, 275.
- 1973 Parasztháború 1514-ben. Budapest. (tsz. Barta Gábor)
- 1979 Monumenta rusticorum Hungariae anno 1514 rebellium. Budapest. (tsz. Érszegi Géza, Kenéz Győző és Solymosi László)
- 1990 A Balassa-család levéltára 1193-1526. Budapest. (tsz. Borsa Iván)
- 1991 Magyar művelődéstörténet II. (tsz.)